# Дъбрава (област Ловеч)
 За другите български села с това име вижте Дъбрава.  
Дъбра̀ва е село в Северна България. Намира се в Община Ловеч, област Ловеч.

## География
Село Дъбрава се намира в полупланинския район на Централна Стара планина. Отстои на 2 km северно от главен път София – Варна, на 18 km югоизточно от Ловеч и на 20 km западно от Севлиево. Разположено е в котловината на една от най-високите точки в Ловешка област. Състои се от четири пръснати по склоновете на котловината махали. Наблизо са селата Стефаново, Прелом, Казачево, Горно Павликене, Малиново и Българене.

## История
Първите документирани сведения за това населено място са от османски данъчни регистри от 1866 г. (според друг през 1660 г.) на кааза Ловча, където се споменава селище под името Bivol-i Bala, от 1894 до 1941 г. името на селото е Горен (Горни) Бивол, а след 1941 г. - Дъбрава. По време на османското владичество селото, както и съседните села Долен Бивол (дн. Прелом) и Турски Острец (дн. Малиново) са населени предимно с турци (най-вероятно помохамеданчено население и преселници юруци), но по време на Освобождението на България от османско владичество, турското население поради страх от саморазправа се изселва, изоставя къщите си и тръгва заедно с отстъпващата турска войска. До 1890 г селото е вече напуснато напълно от турското си население. През 1881 г. някои от изоставените къщи дори стават източник на каменен и дървен материал за строеж на училището в съседното село Българене. От 1894-1895 г започват да се заселват българи от близките села и вече става с чисто етническо българско население. 
В периода на създаване на партизанското движение в Ловешкия край населението на Дъбрава, заедно с това на Българене, Прелом, Стефаново, Казачево и Горно Павликени, взима активно участие в съпротивата. В землищата на тези села действа Източната (Българенска) чета на Народна бойна дружина „Чавдар“ с командир Христо Кърпачев. През пролетта на 1943 г. четата е разбита и практически престава да съществува. Убити са партизани, заловени са и много ятаци от тези села, инквизирани от полицията и осъдени на различни срокове затвор. По този начин е обезкървена антифашистката съпротива в района чак до края на 1944 г., но остават да действат другите чети в тогавашната Ловешка околия.

## Население
Численост и дял на етническите групи според преброяването на населението през 2011 г.:
|                     | Численост | Дял (в %) |
| Общо                | 40        | 100,00    |
| Българи             | 38        | 95        |
| Турци               | 0         | 0,00      |
| Цигани              | 0         | 0,00      |
| Други               | 0         | 0,00      |
| Не се самоопределят | 0         | 0,00      |
| Неотговорили        | 0         | 0,00      |

## Религия и образование
Създадено като турско село в миналото в момента е изцяло християнско. Религиозността не е била много на почит - както в миналото не е имало джамия, така и после в селото няма и църква, камбаната е окачена на старо дърво в бившият училищния двор. Преди 9 септември 1944 г. е съществувало училище, в което в една стая са учели учениците от всички отделения. Един от учителите е бил даскал Минко.

## Културни и природни забележителности
В центъра на селото има малък паметник на двамата загинали антифашисти от селото (ятак и партизанин), който след промените 1989 г. е занемарен и със свалена петолъчка. Непосредствено над него е старата сграда на училището, която от десетилетия се руши. През 2007 г. е продадена на търг. 
Ловците от двете села Малиново и Дъбрава имат обща ловна дружинка, а в землищата на селата все още се срещат диви свине и сърни.
На около 5 км западно от селото в девствените гори между Дъбрава и Казачево се намират останките от партизанското скривалище на Българенската чета, а наблизо е малката чешмичка – лобното място на дъбравския партизанин Димитър Кочев, увековечено с малка паметна плоча.
На около 6 – 7 км южно от селото се намира архитектурният резерват Старо Стефаново, който е част от съседното село Стефаново, а на около 8 – 9 км източно от селото, в землището на село Прелом е язовир Крапец Архив на оригинала от 2016-10-27 в Wayback Machine., който е подходящ за риболов.

## Развитие
По време на османския период и след това е едно от най-бедните селища в района и животът на хората е много тежък. Поради бедната глинеста и неплодородна почва населението се е прехранвало предимно с животновъдство - овце, биволи, крави и кози и производните суровини от него. Водоснабдяването е било от двете чешми в селото.
По времето на социализма селото се развива – каптирани са извори и е направен водопровод до всички къщи, електроснабдява се и се асфалтират всички улички. Образува се ТКЗС. Развъждат се големи стада овце, кози и крави. Отглеждат се сливи, череши, вишни. Идват ученици-бригадири от ловешките училища, за да помагат на ТКЗС-то в прибирането на реколтата. Има смесен магазин, пощальон, кмет, редовна автобусна линия до Ловеч всяка сутрин и вечер, посещение на лекар в селото всяка седмица, отвреме на време дори и подвижно кино в салона на кметството. Всяка събота и неделя селото се оживява от прибиращите се работещи в Ловеч и Севлиево дъбравчани.
След 10 ноември 1989 г. селото тотално запада – ТКЗС-то е ликвидирано, сградите занемарени, водоснабдяването е затруднено, често има недостиг на вода, вече няма магазин и автобус. Старите жители постепенно измират, а млади не идват. От 278 жители и 54 домакинства остават към 20 възрастни хора.

## Личности

### Участници в Балканските войни
- р-к Петко Димитров Йонков, (? – 24 юни 1913), 34-ти пехотен Троянски полк, убит при с. Модра стена, Пирот
- р-к Радко Колев Ранков, (? – 2.11.1912), 34-ти пехотен Троянски полк, убит при Чаталджа
- р-к Христо Георгиев Христов, (? – 16.10.1912), 34-ти пехотен Троянски полк, убит при Одрин

### Участници в съпротивителното движение 1941 – 1944 г.
- Димитър Кочев Баев (Мишо), партизанин от източната чета на Народна бойна дружина „Чавдар“ с командир Христо Кърпачев.
- Вълко Петров Баев, ятак
- Гено Цонков, ятак
- Симеон Василев, шурей на партизанина Димитър Кочев, политзатворник (доживотен затвор)
- Никола Христов Василев, политзатворник (доживотен затвор)
- Тотка Петрова, ремсистка, ятачка
- Васил Стоянов, ятак
- Мария Христова Билярова - Върбанова (19 май 1924 – 2009), отговорничка на РМС от стопанското училище през 1941 г., политзатворник 1942-1944 г.
- Мария Цвяткова Кочева (2 април 1920 – ?), ятак
- Найда Цвяткова Иванова (17 юли 1922 – ?), ятак
- Неда Христова Недялкова (2 април 1914 – 5 декември 1977), ятак
- Тодора Петрова Иванова (16 ноември 1923 – 14 август 1983 г.), политзатворник

### Участници във Втората световна война
Петко Минков, Симеон Драгнев и Петър Тодоров, в състава на Трета съветска армия

### Спортисти
- Васил Тодоров, състезател и треньор по свободна борба.

## Други
Ледник Дъбрава на Антарктическия полуостров е наименуван на селото.